# Alena Mejzlíková
Alena „Ajka“ Mejzlíková, geborene Alena Kyselicová (* 14. November 1957 in Trenčianske Teplice), ist eine ehemalige tschechoslowakische Hockeyspielerin und jetzige -trainerin. Sie nahm für die Tschechoslowakei 1980 an den Olympischen Spielen teil und gewann dort die Silbermedaille.

## Karriere
Alena Mejzlíková, die unter dem Namen Alena Kyselicová im Kurort Trenčianske Teplice geboren wurde, spielte in ihrer aktiven Karriere für Slavia Prag und konnte mit ihrer Mannschaft fünf tschechoslowakische Meisterschaften gewinnen. Zudem wurde sie mehrmals als beste tschechoslowakische Spielerin ausgezeichnet. Nachdem sie bereits mit der tschechoslowakischen Nationalmannschaft an der Weltmeisterschaft 1978 in Madrid, wo man den neunten Platz belegte, teilnahm, wurde sie vom Československý olympijský výbor für die Olympische Sommerspiele 1980 in Moskau nominiert, wo es zur olympischen Premiere vom Hockey der Damen kam. Beim überraschenden 2:1-Sieg gegen Indien erzielte sie den Siegtreffer.  Schlussendlich belegte sie mit der tschechoslowakischen Mannschaft nach drei Siegen, einem Unentschieden und einer Niederlage in der Endabrechnung den zweiten Platz hinter der Mannschaft von Simbabwe, womit man sich die Silbermedaille sicherte.
Seit Alena Mejzlíková ihre Sportlerkarriere beendet hatte, ist sie in Prag als Lehrerin für Sport und Staatsbürgerkunde aktiv. Zudem betreut sie bei Slavia Prag Hockeymannschaften als Trainerin.

## Auszeichnung
Neben den Auszeichnungen als beste tschechoslowakische Spielerin erhielt sie im Zuge eines Projektes des Slovenský olympijský a športový výbor eine Gedenktafel an ihrer ehemaligen Schule in Trenčianske Teplice.

## Familiäres
Alena Mejzlíková ist Mutter der Zwillingen Adéla und Tereza Mejzlíková, welche der tschechischen Nationalmannschaft im Hockey angehörten. Zudem ist Jakub Mejzlík, welcher zuerst als Fußballspieler aktiv war und nun als Hockeyschiedsrichter fungiert, ihr Sohn.